# Дривяты
Дривя́ты (Дрывя́ты, бел. Дрывяты) — озеро в Браславском районе Витебской области. Наиболее крупное среди Браславских озёр и шестое по величине в Беларуси.
На северном берегу озера расположен город Браслав.
Формант -ты в гидронимах Дривяты, Дрисвяты и т. п. считается угро-финским (означает «озеро»).

## Описание
Овальная котловина подпрудного типа вытянута в широтном направлении почти на 10 км, при средней ширине 3,7 км. Восточная часть озера сильно изрезана. Здесь расположены мелководные луки — Розета и Дукельская. Северный склон котловины имеет моренный характер и возвышается до 20 м над урезом воды. Южные берега озера пологие и низменные, покрыты лесом, часто заболочены.
В озеро с разных сторон впадает 11 мелких рек и ручьёв. Самые крупные — ручей Рака, вытекающий из одноимённого озера, Усвица, Окунёвка, Золвица. В северо-восточной части водоёма берёт начало река Друйка — объединяющая всю Браславскую озёрную систему. Уровень воды в озере, как и в реке Друйке, зарегулирован плотиной Браславская ГЭС, расположенной у деревни Чернево.

## Растительный мир
Водные растения встречаются до глубины 4 м. Из надводных наиболее распространён тростник. В восточных и северо-восточных заливах тростниково-камышовая полоса достигает 50—100 м. Это характерно и для южных берегов озера.

## Животный мир
В озере обитает реликтовый с ледникового периода вид рачков — бокоплав Палласа.
Ихтиофауна озера представлена более 20 видами. Наиболее ценные среди них: угорь, судак, лещ, сазан. Озеро периодически зарыбляется и облавливается.

## Туризм
Озеро Дривяты — центр национального парка «Браславские озёра», а также ближайшее место отдыха для жителей Браслава и туристов, приезжающих в город в летний период. На берегу озера находится турбаза, кемпинги и многочисленные места отдыха. С озера Дривяты начинается водный туристический маршрут по Браславским озёрам (по реке Друйка).

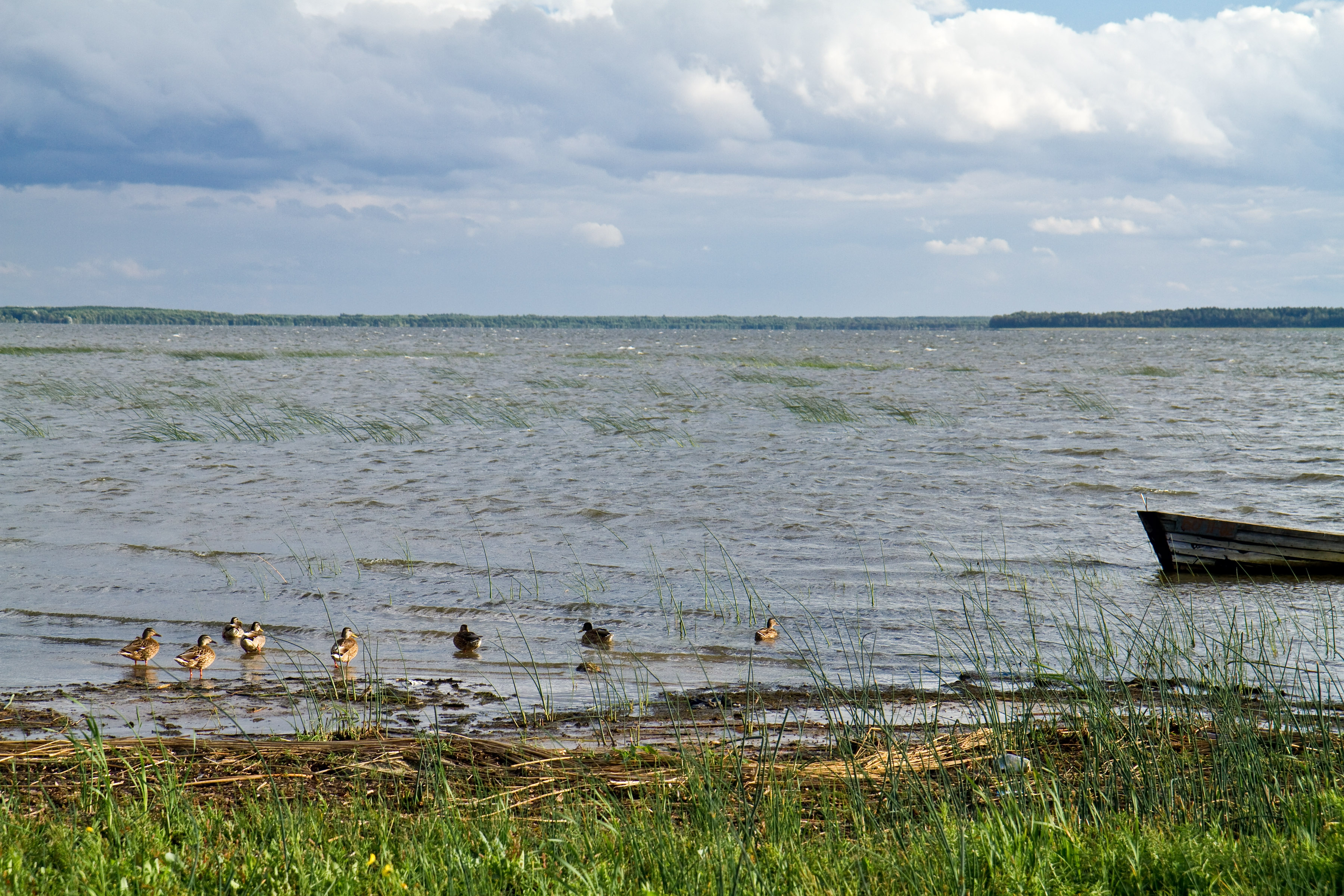
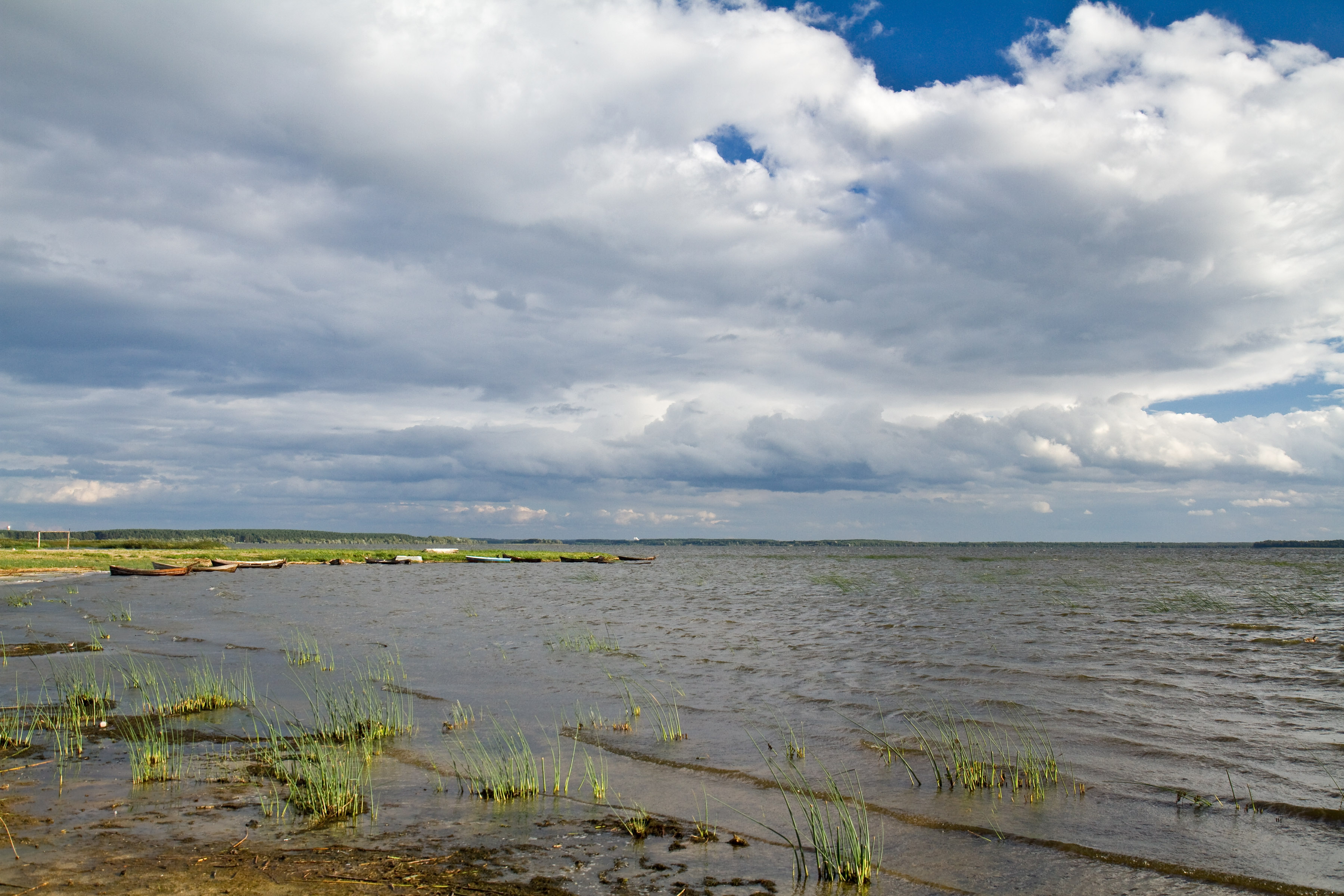
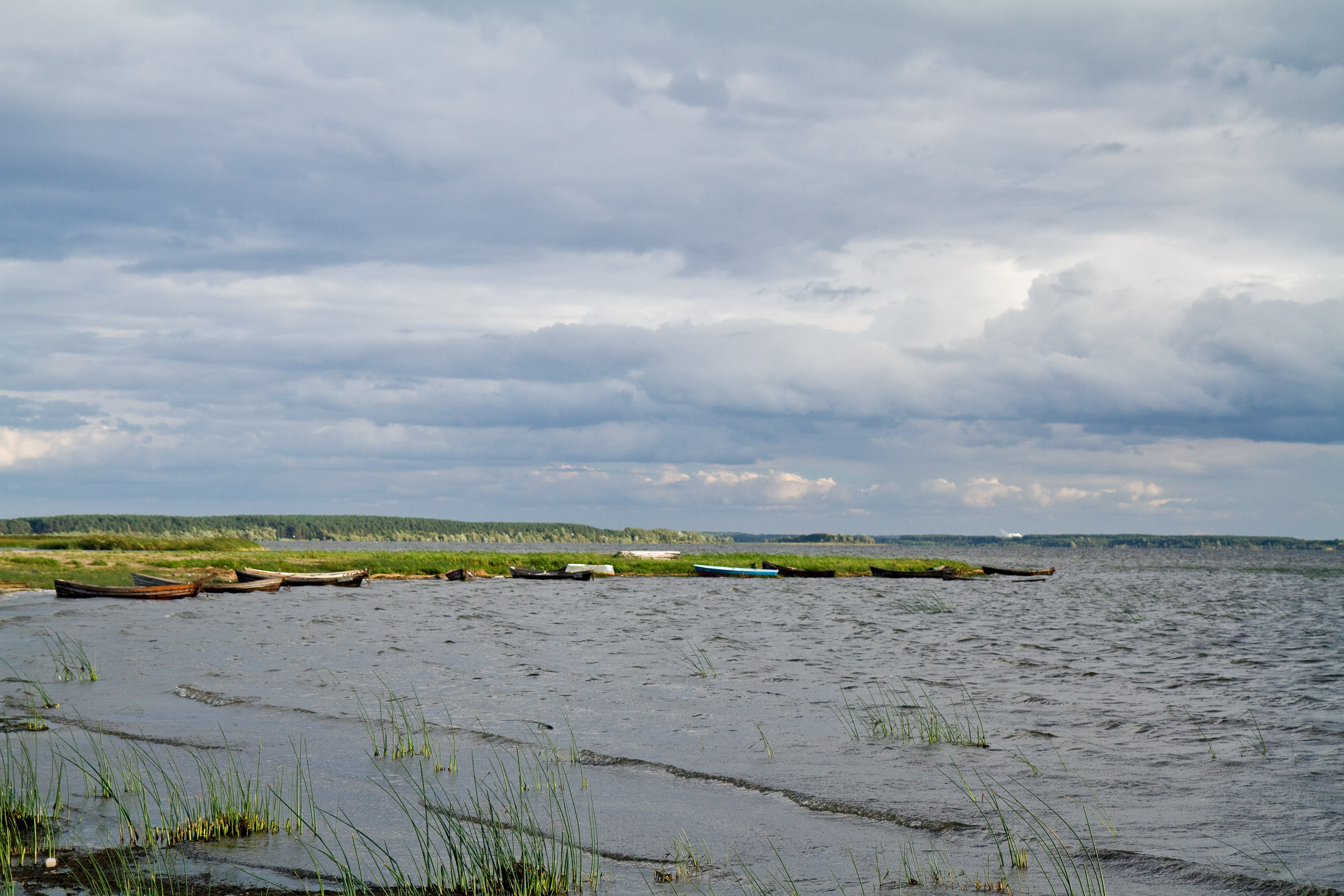
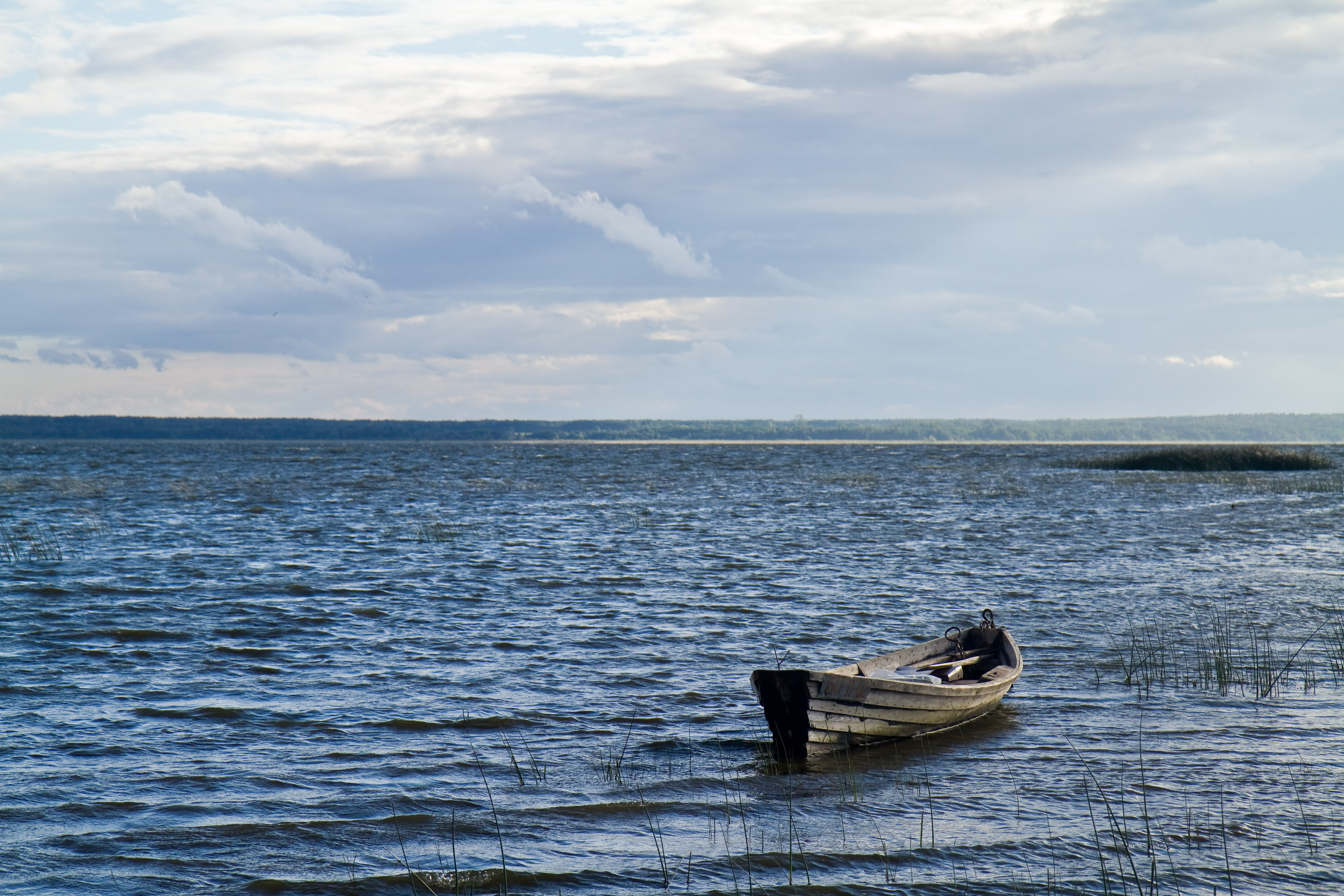
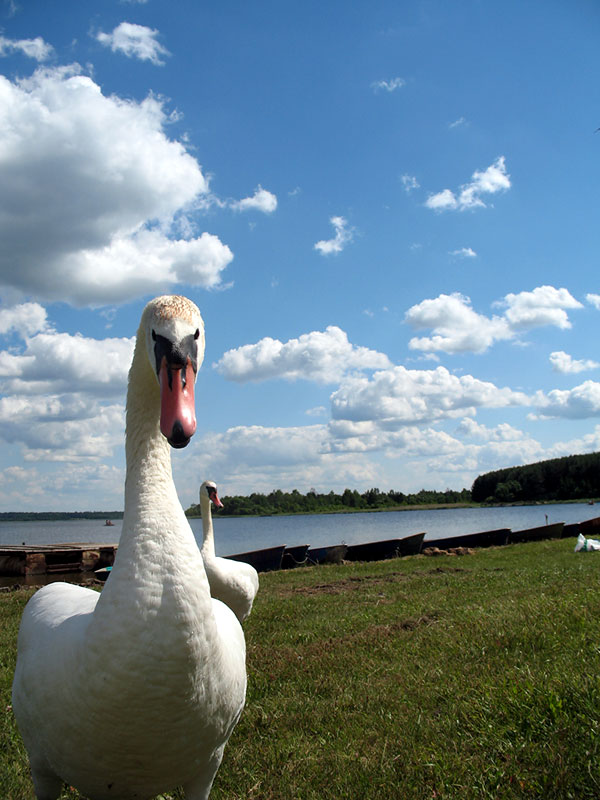
Лебеди-шипуны на берегу озера Дривяты